# Фула (язык)
Фула́ (также пула́р-фульфу́льде; англ. Fula, Pulaar, Fulfulde, фр. Peul) — язык атлантической языковой семьи нигеро-конголезской макросемьи; один из наиболее значимых языков Западной Африки, так как на нём говорят на огромных пространствах от берегов Атлантики до Нила. 
Будучи распространённым на такой большой территории, язык делится на множество диалектов (насчитывается до 11 диалектных групп); взаимопонимание между ними в основном возможно, хотя может быть затруднено в случае наиболее удалённых друг от друга говоров. Основные стандартизованные диалекты — пулар и фульфульде — часто рассматриваются как отдельные языки.
Фула — язык народа фульбе, но он также широко распространён как язык межэтнического общения. Испытал влияние арабского языка (фульбе в большинстве своём — мусульмане), а также языков соседних народов (например, мандинка, сусу, волоф и др.); в последнее время усилилось влияние европейских языков — в первую очередь, французского.
Среди других языков североатлантической группы фула наиболее близок языку серер: в частности, в отличие от близкородственного языка волоф, они сохраняют начальные чередования согласных.

## Название
У носителей фула — фульбе — нет общего названия для своего языка. В разных частях фулаязычного ареала бытуют разные названия, однокоренные с племенным названием — пулар (западный ареал, диалектные группы фута-торо и фута-джаллон) и фульфульде (центральные и восточный диалекты). Именно к этим названиям восходит часто встречающееся в русскоязычной литературе название пулар-фульфульде. Кроме того, более мелкие группы носителей могут называть свой идиом по названию местности или автониму группы — например, Maasinankoore в Мали (от региона Maasina) или Wodaande на востоке ареала — от названия социальной группы Wodaaɓe.
Английские названия Fula и Fulani заимствованы соответственно из мандинка и хауса. Французское peul(h) восходит к соответствующему слову в волоф. Употребление названия «фула» в научной литературе восходит к работам Д. Арнотта; в более ранних работах встречаются и другие наименования (например, классическая работа Августа Клингенхебена Die Sprache der Ful). В некоторых современных исследованиях (например, в цитированной диссертации Й. Бредфелд) обосновывается необходимость употребления Fulfulde, однако в работах на русском языке (А. И. Коваль, Г. В. Зубко, Б. А. Нялибули) употребляются равным образом названия фула и пулар-фульфульде; тем не менее существуют и специальные работы по фульфульде (Г. Х. Диалл, Б. А. Траоре, А. Уан).

## Современное положение
Численность народа фульбе, по оценкам справочника Ethnologue, составляет около 15 млн человек, из которых почти все в той или иной мере владеют языком фула. Он представляет собой типичный диалектный континуум, при этом взаимопонимание между диалектами крайних точек может быть затруднено, хотя полностью никогда не исключается; по мнению Д. Арнотта, «не существует препятствий к описанию наречий фульбской диаспоры как единого языка».
Фульбе традиционно были бродячими скотоводами, в отличие от многих других этносов Западной Африки (например, бамбара, догон и др.), что и способствовало широкому распространению этого языка на таких больших пространствах. В последнее время наблюдается переход многих фульбе к оседлой жизни, складываются городские наречия языка — в частности, в Северном Камеруне, но также в Мали. Тем не менее в традиционном обществе язык сохраняется весьма хорошо. Численность носителей фула в разных странах, по данным Ethnologue, приведена на таблице.
В некоторых странах — в частности, в Сенегале — ведётся школьное преподавание фула в тех регионах, где этим языком владеет большинство населения. Ведутся теле- и радиопередачи, существуют издательства, где выходят книги на фула. Существует орфографический стандарт, разработанный в 1966 году на конференции в Бамако; правда, в разных странах наблюдаются разные отклонения от него.

## Диалекты
Поскольку язык фула распространён на огромных территориях Западной Африки, неудивительно, что в нём наблюдается достаточно большая диалектная дробность. Существует несколько классификаций диалектов фула. Так, Ethnologue даёт следующий список (причём диалекты считаются там отдельными языками).
- Восточно-центральная группа
  - Диалекты Западного Нигера (fuh)
  - Диалекты Центрального и Восточного Нигера (fuq)
  - Нигерийский фульфульде (fuv)
- Восточная группа
  - Адамава (fub)
  - Багирми (fui)
- Западно-центральная группа
  - Масина (ffm)
  - Боргу (fue)
  - Пулар (fuf)
- Западная группа
  - Пулаар (fuc)

Примерное расположение диалектных групп по [Коваль 1997]. Не показаны анклавы фула на востоке, главным образом в Судане

В работах А. И. Коваль отстаивается другая схема, предполагающая деление на три зоны:
- Западные диалекты (пулар)
  - Фута-джаллон (FJ)
  - Фута-торо (FT) (близок центральной группе)
- Центральные диалекты (фульфульде)
  - Масина (M)
  - Вольтийские диалекты (V), включая липтако (L) и джельгольджи (J)
  - Диалекты Западного Нигера (WN)
- Восточные диалекты (фульфульде)
  - Сокото (S)
  - Гомбе (G)
  - Адамауа (A), включая городские койнеизированные формы

Наиболее резко отличаются от прочих диалекты группы фута-джаллон: в частности, там почти полностью разрушена система начальных чередований, хорошо сохраняющаяся в прочих говорах. Для городских койне восточной зоны также характерно упрощение морфологической системы, множество заимствований из соседних языков (включая французский).

## Письменность
Язык фула использует арабский и латинский алфавиты. Латинский алфавит для фула, в зависимости от страны применения, имеет ряд различий.
| МФА  | Буркина-Фасо | Камерун | Нигер | Сенегал | Гвинея |
| ---- | ------------ | ------- | ----- | ------- | ------ |
| /a/  | A a          | A a     | A a   | A a     | A a    |
| /b/  | B b          | B b     | B b   | B b     | B b    |
| /ɓ/  | Ɓ ɓ          | Ɓ ɓ     | Ɓ ɓ   | Ɓ ɓ     | Ɓ ɓ    |
| /c/  | C c          | C c     | C c   | -       | -      |
| /ʧ/  | -            | -       | -     | C c     | -      |
| /ty/ | -            | -       | -     | -       | C c    |
| /d/  | D d          | D d     | D d   | D d     | D d    |
| /ɗ/  | Ɗ ɗ          | Ɗ ɗ     | Ɗ ɗ   | Ɗ ɗ     | Ɗ ɗ    |
| /e/  | -            | E e     | E e   | E e     | E e    |
| /ɛ/  | E e          | -       | -     | -       | -      |
| /f/  | F f          | F f     | F f   | F f     | F f    |
| /g/  | G g          | G g     | G g   | G g     | G g    |
| /ɣ/  | -            | -       | -     | -       | Ɠ ɠ    |
| /h/  | H h          | H h     | H h   | H h     | H h    |
| /i/  | I i          | I i     | I i   | I i     | I i    |
| /ɟ/  | J j          | J j     | J j   | -       | -      |
| /ʤ/  | -            | -       | -     | J j     | -      |
| /dy/ | -            | -       | -     | -       | J j    |
| /k/  | K k          | K k     | K k   | K k     | K k    |
| /l/  | L l          | L l     | L l   | L l     | L l    |
| /m/  | M m          | M m     | M m   | M m     | M m    |
| /mb/ | Mb mb        | -       | Mb mb | Mb mb   | -      |
| /n/  | N n          | N n     | N n   | N n     | N n    |
| /nb/ | -            | -       | -     | -       | Nb nb  |
| /nd/ | Nd nd        | -       | Nd nd | Nd nd   | Nd nd  |
| /ng/ | -            | -       | -     | -       | Ng ng  |
| /ŋg/ | Ng ng        | -       | Ng ng | Ŋg ŋg   | -      |
| /ɲɟ/ | Nj nj        | -       | Nj nj | -       | -      |
| /nʤ/ | -            | -       | -     | Nj nj   | Nj nj  |
| /ɲ/  | Ny ny        | Ny ny   | Ny ny | Ñ ñ     | Ɲ ɲ    |
| /ŋ/  | Ŋ ŋ          | Ŋ ŋ     | Ŋ ŋ   | Ŋ ŋ     | -      |
| /nh/ | -            | -       | -     | -       | Ŋ ŋ    |
| /o/  | -            | O o     | O o   | -       | O o    |
| /ɔ/  | O o          | -       | -     | O o     | -      |
| /p/  | P p          | P p     | P p   | P p     | P p    |
| /q/  | -            | -       | -     | Q q     | -      |
| /r/  | -            | R r     | -     | -       | R r    |
| /ř/  | R r          | -       | R r   | -       | -      |
| /ɾ/  | -            | -       | -     | R r     | -      |
| /s/  | S s          | S s     | S s   | S s     | S s    |
| /t/  | T t          | T t     | T t   | T t     | T t    |
| /u/  | U u          | U u     | U u   | -       | U      |
| /ʉ/  | -            | -       | -     | U u     | -      |
| /w/  | W w          | W w     | W w   | W w     | W w    |
| /j/  | Y y          | Y y     | Y y   | Y y     | Y y    |
| /ƴ/  | Ƴ ƴ          | Ƴ ƴ     | Ƴ ƴ   | -       | -      |
| /ʔy/ | -            | -       | -     | Ƴ ƴ     | Ƴ ƴ    |
| /ʔ/  | ʼ            | ʼ       | ʼ     | ʼ       | ʼ      |

Существует также письменность адлам.

## Лингвистическая характеристика
Язык фула имеет ряд типологически ярких особенностей — как в области фонологии, так и в грамматике. При этом ему присуще значительно диалектное разнообразие, так что эти особенности по-разному проявляются в разных диалектах. Последующее изложение опирается главным образом на материал диалектов масина и гомбе, которые, во-первых, относятся к центральному диалектному ареалу и потому в большей степени близки к периферийным диалектам, чем те — друг к другу, во-вторых, достаточно архаичны и сохраняют большое число общефульских черт.

### Фонология
Наиболее яркой чертой фульской фонологии и морфонологии следует признать богатую систему чередований как в начале корня, так и в его исходе и на стыке морфем. В целом, однако, фонологическая система и набор существующих в этом языке противопоставлений фула достаточно типичны для атлантической семьи.

#### Гласные
Вокализм фула достаточно прост: это стандартная пятичленная система с корреляцией по долготе.
Существует тенденция к сокращению долгих гласных в закрытых слогах, особенно в диалекте фута-джаллон: ср. FJ hayre yornde «сухой камень», M haayre yoornde (но kaaƴe «камни»). Редко наблюдается регрессивная ассимиляция: fill-an-ade «рассказать кому-л.», но o fill-on-oo on «он расскажет вам». В ряде случаев согласные (особенно [h], [Ɂ] в коде слога выпадают, что приводит к компенсаторному удлинению гласного: pah-o «глухой», M paa-ndam «глухота».

#### Согласные
Наиболее сложна в консонантизме фула система смычных, где противопоставлены глухие, звонкие и преглоттализованные согласные, а также выделяемые некоторыми исследователями преназализованные. Если принять существование преназализованных фонем, то систему согласных фула можно представить следующим образом (используется традиционная графика):
|             |                     | Губные | Зубные | Палатальные | Велярные | Гортанные |
| ----------- | ------------------- | ------ | ------ | ----------- | -------- | --------- |
| Смычные     | Глухие              | p      | t      | c           | k        | (Ɂ)       |
| Смычные     | Звонкие             | b      | d      | ɟ (j)       | g        |           |
| Смычные     | Преназализованные   | mb     | nd     | nj          | ng       |           |
| Смычные     | Преглоттализованные | ɓ      | ɗ      | ƴ           | (q)      |           |
| Фрикативные | Фрикативные         | f      | s      | ʃ (š)       |          | h         |
| Сонорные    | Сонорные            | w      | r l    | j (y)       |          | (Ɂ)       |
| Носовые     | Носовые             | m      | n      | ɲ (ny)      | ŋ        |           |

Палатальные смычные c, j могут реализоваться как взрывные [c], [Ɉ], но в ряде диалектов выступают как аффрикаты [tʃ], [dʒ]. В ряде говоров на востоке ареала c везде заменяется на [tʃ] (кроме некоторых идеофонов).
Широко представлены геминаты — как смычные, так и сонорные: sakitaade «быть последним», sakkitaade «встречать»; fuɗude «расти, всходить», fuɗɗude «начинать».
Статус гортанной смычки в фула не определён. Этот звук обычно артикулируется довольно слабо, и по ряду признаков сближается с глайдами (ср. возможные формы wi’i, wihi, wiyi, wii «сказал»).

#### Чередования согласных
В языке фула чередования представлены как в начале корня, так и на стыке корня и суффикса. При описании начальных чередований традиционно выделяются три «ступени»: «несмычная» (на которой выступают фрикативные и сонорные), «смычная» (взрывные) и «преназализованная» (преназализованные или глухие). Д. Арнотт обозначает их соответственно литерами F, P и N. Соответствия на каждой из ступеней представлены на таблице:
|                           | Глухие | Глухие | Глухие | Звонкие | Звонкие | Звонкие | Звонкие   |
| ------------------------- | ------ | ------ | ------ | ------- | ------- | ------- | --------- |
| Несмычная ступень         | f      | s      | h      | w       | r       | y       | ' ~ w ~ y |
| Смычная ступень           | p      | c      | k      | b       | d       | j       | g         |
| Преназализованная ступень | p      | c      | k      | mb      | nd      | nj      | ng        |

Ср. такие примеры: gorko «человек», worɓe «люди»; debbo «женщина», rewɓe «женщины»; o yiɗi «он любит», njimmi «я люблю».
В этих чередованиях не участвуют носовые, преглоттализованные, а также t, l. Кроме того, у многих корней в контекстах, требующих несмычной ступени, выступают смычные согласные: ср. bona «быть плохим» (*wona) (ср. mbonki «злость»), jaasa «быть ничтожным» (*yaasa) (ср. njaayndam «ничтожество»). Й. Бредфелд рассматривает такие «неполноизменяемые» корни как содержащие начальный смычный в лексическом представлении, в отличие от «нормальных» корней типа yiɗ- «любить», имеющих начальный несмычный. При такой трактовке несмычная ступень оказывается «исходной», так как по ней можно определить прочие ступени.
Некоторые имена — в первую очередь, заимствованные — не участвуют в системе начальных чередований. Сюда примыкают и глаголы с начальным смычным, так как они не всегда принимают закономерную назализацию в форме 3 лица множественного числа: ɓe ganndike ~ ɓe nganndike «они вошли». В некоторых диалектах, в первую очередь западных (FT, FJ), система начальных чередований отмирает — например, она не используется в глаголе.

## Википедия на языке фула
Существует раздел Википедии на языке фула («Википедия на языке фула»), первая правка в нём была сделана в 2004 году. По состоянию на 10:22 (UTC) 16 июля 2025 года раздел содержит 9913 статей (общее число страниц — 24 055); в нём зарегистрировано 12 050 участников, трое из них имеют статус администратора; 39 участников совершили какие-либо действия за последние 30 дней; общее число правок за время существования раздела составляет 118 643.